# Élections législatives de 1956 en Dordogne
Les élections législatives françaises de 1956 se tiennent le 2 janvier. Ce sont les dernières élections législatives de la Quatrième république, après les élections de novembre 1946 et de juin 1951.

## Mode de scrutin
L'Assemblée nationale est composée de 626 sièges pourvus au scrutin proportionnel plurinominal suivant la règle de la plus forte moyenne dans le cadre départemental, sans panachage.
Le vote préférentiel est admis, en inscrivant un numéro d'ordre en face du nom d'un, de plusieurs ou de tous les candidats de la liste. Mais l'ordre ne pourra être modifié que si au moins la moitié des suffrages portés sur la liste est numéroté. Dans les faits les modifications ne dépasseront jamais les 7%.
La loi électorale du 7 mai 1951, dite loi des apparentements, reste en vigueur. Elle permet à la base une répartition des sièges à la représentation proportionnelle dans le département, mais si des listes « apparentées » avant le déroulement du scrutin obtiennent ensemble une majorité absolue de suffrages exprimés, elles reçoivent directement tous les sièges à pourvoir.
Dans le département de la Dordogne, cinq députés sont à élire.

## Élus
| Député sortant | Parti | Parti    | Député élu ou réélu | Parti | Parti       |
| -------------- | ----- | -------- | ------------------- | ----- | ----------- |
| Robert Lacoste |       | SFIO     | Robert Lacoste      |       | SFIO        |
| André Pradeau  |       | SFIO     | Yves Péron          |       | PCF         |
| Yvon Delbos 1  |       | Rad-soc  | Georges Bonnet      |       | app Rad-soc |
| Henri Laforest |       | Rad-soc  | Henri Laforest      |       | Rad-soc     |
| André Denis    |       | MRP diss | Roger Ranoux        |       | PCF         |

1 : Yvon Delbos est élu sénateur en juin 1955, il n'y a pas eu d'élection partielle de déclenchée pour le remplacer avant la générale.

## Résultats

### Résultats à l'échelle du département
- Une liste de type Front Républicain est conclu entre les listes SFIO et Rad-soc orthodoxe.
- Un autre apparentement est conclu en entre les listes du député ex-MRP André Denis et du RGRIF.

| Parti    | Parti | Tête de liste    | Résultats | Résultats | Appar. | Appar. | Sièges |
| Parti    | Parti | Tête de liste    | Voix      | %         | Voix   | %      | Nb.    |
| -------- | --- | ---------------- | --------- | --------- | ------ | ------ | ------ |
|          | Parti communiste français | Yves Péron       | 61 626    | 30,41     | -      | -      | 2 2    |
|          | Section française de l'Internationale ouvrière                                                                                     | Robert Lacoste   | 55 086    | 27,18     | 31 496 | 15,54  | 1 1    |
|          | Parti républicain, radical et radical-socialiste                                                                                   | Henri Laforest   | 55 086    | 27,18     | 23 590 | 11,64  | 1 1    |
|          | Radicaux-socialiste dissidents | Georges Bonnet   | 43 062    | 21,25     | -      | -      | 1 1    |
|          | Union et fraternité française | Raymond Nallet   | 27 235    | 13,44     | -      | -      | -      |
|          | Parti républicain pour le redressement économique et social-Centre d'action des gauches indépendantes-Ligue de la jeune République | André Denis      | 13 898    | 6,86      | 7 829  | 3,86   | - 1    |
|          | Rassemblement des groupes républicains et indépendants français                                                                    | Georges Gerbeaud | 13 898    | 6,86      | 2 601  | 2,89   | -      |
|          | |                  |           |           |        |        |        |
| Inscrits | Inscrits | Inscrits         | 124 756   | 100,00    |        |        | 5      |
| Votants  | Votants | Votants          | 92 218    | 73,92     |        |        |        |
| Exprimés | Exprimés | Exprimés         | 90 109    | 97,71     |        |        |        |